# Aeroportul Phoenix Deer Valley
Aeroportul Phoenix Deer Valley (IATA: DVT, ICAO: KDVT, FAA LID: DVT) este un aeroport din Arizona, Statele Unite ale Americii ce deservește zona Phoenix. Aeroportul a fost tranzitat în 2019 de 82 de pasageri. A fost deschis în 1960 și numit după zona deservită.
Situat la o altitudine de 450 m, aeroportul dispune de 2 piste.

## Infrastructură

### Piste
Aeroportul dispune de 2 piste. Pista 07L/25R are suprafața de asfalt și dimensiunile 4.500 picioare × 75 picioare. Pista 07R/25L are suprafața de asfalt și dimensiunile 8.196 picioare × 100 picioare. 